# Marvin Ramos
Marvin Alexander Hernández Ramos (ur. 7 lipca 1993 w Concepción Batres) – salwadorski piłkarz występujący na pozycji środkowego lub defensywnego pomocnika, reprezentant Salwadoru, od 2022 roku zawodnik Dragón.
Jego brat Herbert Ramos również jest piłkarzem.